# 巴斯德博物館

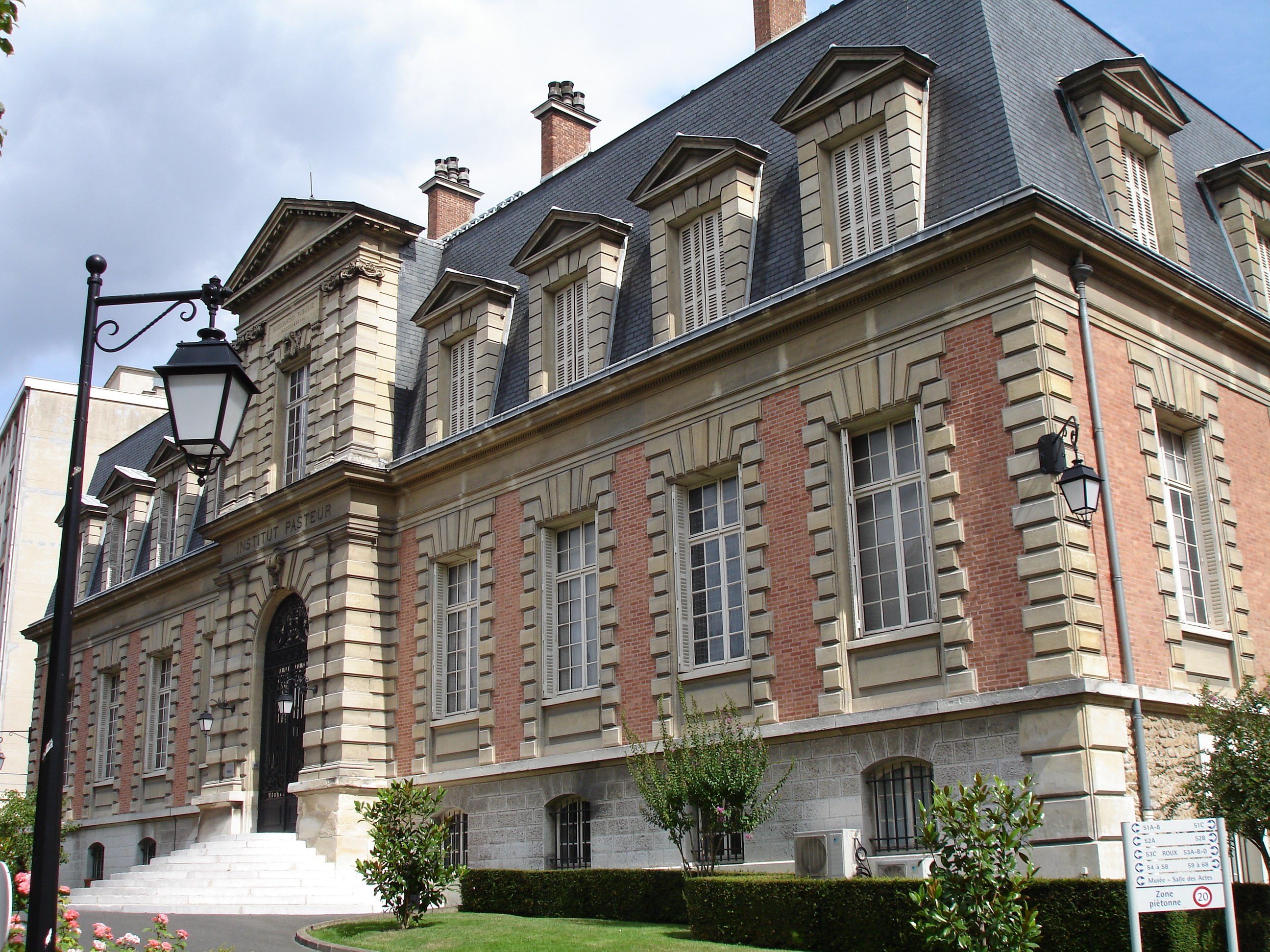

巴斯德博物館（法語：Musée Pasteur）是位於法國首都巴黎第15區的一座博物館，紀念科學家路易·巴斯德。博物館成立於1935年。